# Hamada (Shimane)
Pour les articles homonymes, voir Hamada.
Hamada (浜田市, Hamada-shi) est une ville située dans la préfecture de Shimane, au Japon.

## Géographie

### Localisation
Hamada est située dans le sud-ouest de la préfecture de Shimane, au bord de la mer du Japon.

### Municipalités limitrophes
| mer du Japon | mer du Japon  | Gōtsu         |
| mer du Japon | Hamada        | Ōnan          |
| Masuda       | Kitahiroshima | Kitahiroshima |

### Démographie
En février 2021, la population était de 52 447 habitants, répartis sur une superficie de 690,68 km2.

## Histoire
Le bourg de Hamada est officiellement créé en 1889. Il acquiert le statut de ville en novembre 1940. Au mois d'octobre 2005, son territoire s'agrandit par fusion avec les municipalités voisines de Kanagi, Misumi, Asahi et Yasaka,.

## Éducation
- Université préfectorale de Shimane

## Transports
La ville est desservie par la ligne principale San'in de la JR West. La gare de Hamada est la principale gare de la ville.

## Jumelages
Hamada est jumelée avec :
- Shizuishan (Chine)
- Pohang (Corée du Sud)